# Равнинный (Волгоградская область)
Равнинный — посёлок в Котельниковском районе Волгоградской области, административный центр Чилековского сельского поселения.

## История
Предположительно основан в период коллективизации. В документах второй половины 1930-х значится как посёлок фермы № 1 совхоза «Выпасной». По состоянию на 1936 год — в составе Небыковского сельсовета Котельниковского района Сталинградской области (с 1961 года — Волгоградской области). В 1960 году передан в состав Выпасновского сельсовета. В 1964 году переименован в посёлок Равнинный. С 1965 года в составе Чилековского сельсовета.

## География
Посёлок расположен на северо-востоке Котельниковского района в пределах западной покатости Ергенинской возвышенности, относящейся к Восточно-Европейской равнине, при балке Водянская (левый приток реки Аксай Есауловский), на высоте около 100 метров над уровнем моря. Рельеф местности холмисто-равнинный, развита овражно-балочная сеть. Почвы комплексные: распространены солонцы (автоморфные) и каштановые солонцеватые и солончаковые почвы.
По автомобильным дорогам расстояние до областного центра города Волгограда (до центра города) составляет 170 км, до районного центра города Котельниково — 39 км. Близ посёлка проходит региональная автодорога Волгоград — Котельниково — Сальск. Ближайшая железнодорожная станция — Чилеково.
Часовой пояс
Равнинный, как и вся Волгоградская область, находится в часовой зоне МСК (московское время). Смещение применяемого времени относительно UTC составляет +3:00.

## Население
| 2002 |
| ---- |
| 803  |

| 2010 |
| ---- |
| 906  |